# Best Friend
Best Friend – trzeci singel ze ścieżki dźwiękowej Get Rich or Die Tryin’ amerykańskiego rapera 50 Centa. Remiks do tego utworu znajduje się również na albumie piosenkarki Olivii, Behind Closed Doors.

## Notowania
| Notowanie (2005)                     | Kraj              | Pozycja |
| ------------------------------------ | ----------------- | ------- |
| U.S. Billboard Hot 100               | Stany Zjednoczone | 35      |
| U.S. Billboard Hot Rap Tracks        | Stany Zjednoczone | 10      |
| U.S. Billboard Hot R&B/Hip-Hop Songs | Stany Zjednoczone | 22      |
| U.S. Billboard Pop 100               | Stany Zjednoczone | 52      |
| UK Singles Chart                     | Wielka Brytania   | 35      |